# Iñaki Bea
Iñaki Bea Jauregi (* 27. Juni 1978 in Amurrio, Baskenland) ist ein ehemaliger spanischer Fußballspieler und heutiger -trainer.

## Karriere

### Als Spieler
Iñaki Bea startete seine Karriere als Fußballer beim Amateurverein SD Amorebieta. Dort spielte er in den Jahren 1999 bis 2001, ehe er mit Amurrio CF einen weiteren Amateur-Verein fand. Nach nur einem Jahr verließ er den Club wieder, um beim Segunda-División-B-Divisionär Ciudad de Murcia zu unterschreiben. Mit seiner neuen Mannschaft stieg er in die Segunda División auf, da er aber nur sehr selten zum Einsatz kam, zog es ihn auch dort schnell wieder fort. Im Jahr 2003 unterschrieb er bei Lorca Deportiva, einem weiteren Drittligisten. In der Saison 2004/05 stieg er auch mit dieser Mannschaft in die 2. Liga auf.
In Lorca blieb Iñaki Bea noch eine weitere Spielzeit, bevor er zum ambitionierten Liga-Rivalen Real Valladolid wechselte. Mit diesem Verein stieg er gleich in seiner ersten Saison 2006/07 in die Primera División auf, woran er als Stammspieler maßgeblichen Anteil hatte: Dank der guten Abwehr war der Club zwischendurch 29 Spiele in Liga 2 hintereinander ungeschlagen. In der Primera División war Iñaki Bea aufgrund der größeren Konkurrenz oft nur Ersatz und ging schließlich 2009 zurück nach Murcia, allerdings zum Stadtrivalen Real Murcia in die Segunda División, wo er in 26 von 42 Spielen zum Einsatz kam. Der Verein verspielte am allerletzten Spieltag den Klassenerhalt und musste in die 3. Liga absteigen. Aufgrund dessen konnte Iñaki Bea aus seinem Vertrag aussteigen und ergriff die Chance auf sein erstes Auslandsengagement. Der 32-Jährige wechselte nach Österreich zum kurz zuvor in die österreichische Bundesliga aufgestiegenen Traditionsverein FC Wacker Innsbruck.
Zur Saison 2012/2013 wechselte Bea zum deutschen Siebtligisten (Landesliga Mittelbaden) SV Kickers Pforzheim.

### Als Trainer
Im Sommer 2014 verpflichtete Levante UD José Luis Mendilibar als Cheftrainer und Iñaki Bea wurde sein Co-Trainer. Nach nur 5 Punkten aus den ersten 8 Spielen trennte sich der Verein bereits am 21. Oktober 2014 wieder vom Trainergespann. Zur Saison 2015/16 folgte Bea Mendilibar dann zum SD Eibar. Dort blieben die beiden sechs Jahre lang, ehe sich der Verein nach dem Abstieg aus dem Oberhaus von den beiden trennte.
Im Februar 2022 wurde Bea dann erstmals Cheftrainer und übernahm die dominikanische Nationalmannschaft. Nach vier Spielen im Amt verließ er den Karibikstaat aber bereits im November 2022 wieder und er übernahm in seiner Heimat den Drittligisten CD Numancia. Dort wurde er im Mai 2023 entlassen. Im Februar 2024 wurde er Trainer des Viertligisten Águilas FC, wo er aber nach fünf sieglosen Spielen im April wieder entlassen wurde.
Zur Saison 2024/25 übernahm Bea den österreichischen Zweitligisten SV Stripfing. Unter seiner Führung holte Stripfing in den ersten neun Spielen sechs Punkte und lag damit auf einem Abstiegsplatz. Daraufhin wurde Bea im Oktober 2024 wieder entlassen.

## Erfolge
- 2002/03 – Aufstieg in die Segunda División mit Ciudad de Murcia
- 2004/05 – Aufstieg in die Segunda División mit Lorca Deportiva
- 2006/07 – Aufstieg in die Primera División mit Real Valladolid